# Bromeliaceae
Le Bromeliacee (Bromeliaceae Juss., 1789) sono una famiglia di piante angiosperme monocotiledoni appartenente all'ordine Poales.
Comprende 75 generi e circa 3 590 specie, originarie principalmente delle Americhe tropicali, con diverse specie che si trovano nelle zone subtropicali americane e una, Pitcairnia feliciana, nell'Africa occidentale tropicale. La principale specie di rilevanza agraria è l'ananas, altre sono coltivate a scopo ornamentale. La più grande bromelia è Puya raimondii, che raggiunge 3–4 metri di altezza del fusto con una infiorescenza alta 9–10 metri.

## Descrizione
All'interno delle Poales  è l'unica famiglia che ha nettari che derivano dai sepali e ovario infero. 
La famiglia comprende sia specie epifite (la maggior parte), come ad esempio Tillandsia usneoides, sia specie terrestri, come l'ananas (Ananas comosus).
Molte bromelie sono in grado di immagazzinare acqua in una struttura formata dalle loro basi fogliari strettamente sovrapposte (aspetto rosulato).
Tutte hanno foglie dure sottili, a volte spinose ai margini, e lunghe.

## Usi e coltivazione
L'uomo usa le bromelie da migliaia di anni. Gli Incas, gli Aztechi, i Maya e altri le usavano per cibo, protezione, fibre e cerimonie, proprio come sono usate ancora oggi. L'interesse europeo iniziò quando i conquistadores spagnoli tornarono con l'ananas, che divenne così popolare come alimento esotico che l'immagine dell'ananas fu ritratta nell'arte e nella scultura europea. Nel 1776, la specie Guzmania lingulata fu introdotta in Europa, suscitando scalpore tra i giardinieri che non avevano familiarità con una pianta di quell'aspetto. Nel 1828, Aechmea fasciata fu portata in Europa, seguita da Vriesea splendens nel 1840. La coltivazione di queste specie ebbe un tale successo che oggi queste sono ancora tra le specie di bromelie più coltivate.
Sia in natura sia qualora vengano coltivate all'interno delle abitazioni come piante da appartamento, le Bromeliaceae muoiono dopo la fioritura. Al termine della formazione dell'infiorescenza, infatti, le foglie di queste piante cominciano a seccare. Poche settimane dopo anche l'infiorescenza secca. L'intero processo di sfioritura e disseccamento della pianta può durare anche alcuni mesi, durante i quali la pianta emette dalla base uno o più polloni che daranno vita a nuove piante che, quando saranno adulte, fioriranno a loro volta.

## Distribuzione e habitat
Le Bromeliaceae si trovano in prevalenza nelle foreste tropicali e subtropicali del Nuovo mondo (ecozona neotropicale).
Il centro di maggiore biodiversità di questa famiglia è rappresentato dalla foresta atlantica brasiliana, che ospita oltre 600 specie endemiche.

## Tassonomia
Attualmente la famiglia delle Bromeliaceae è inclusa nell'ordine delle Poales.
Fino al 2007, la famiglia Bromeliaceae era organizzata in tre sottofamiglie: Bromelioideae, Pitcairnioideae e Tillandsioideae. 
Dal 2007, a seguito di studi genetici, è risultato che, mentre le sottofamiglie Bromelioideae e Tillandsioideae sono monofiletiche, la famiglia Pitcairnioideae si è rivelata polifiletica; ciò ha comportato la segregazione di alcuni generi in 5 nuove sottofamiglie.
Attualmente (2022) la famiglia Bromeliaceae comprende oltre 3 400 specie, raggruppate in 8 sottofamiglie e 72 generi:
- Sottofamiglia Brocchinioideae
  - Ayensua L. B. Sm. (1 specie)
  - Brocchinia Schult. & Schult. f. (19 spp.)

- Sottofamiglia Lindmanioideae
  - Connellia N. E. Br. (6 spp.)
  - Lindmania Mez (36 spp.)

- Sottofamiglia Hechtioideae
  - Hechtia Klotzsch (86 spp.)

- Sottofamiglia Navioideae
  - Cottendorfia Schult. & Schult. f. (1 sp.)
  - Navia Schult. & Schult. f. (99 spp.)
  - Sequencia Givnish (1 sp.)
  - Steyerbromelia L. B. Sm. (9 spp.)

- Sottofamiglia Pitcairnioideae
  - Deuterocohnia Mez (16 spp.)
  - Dyckia Schult. f. (177 spp.)

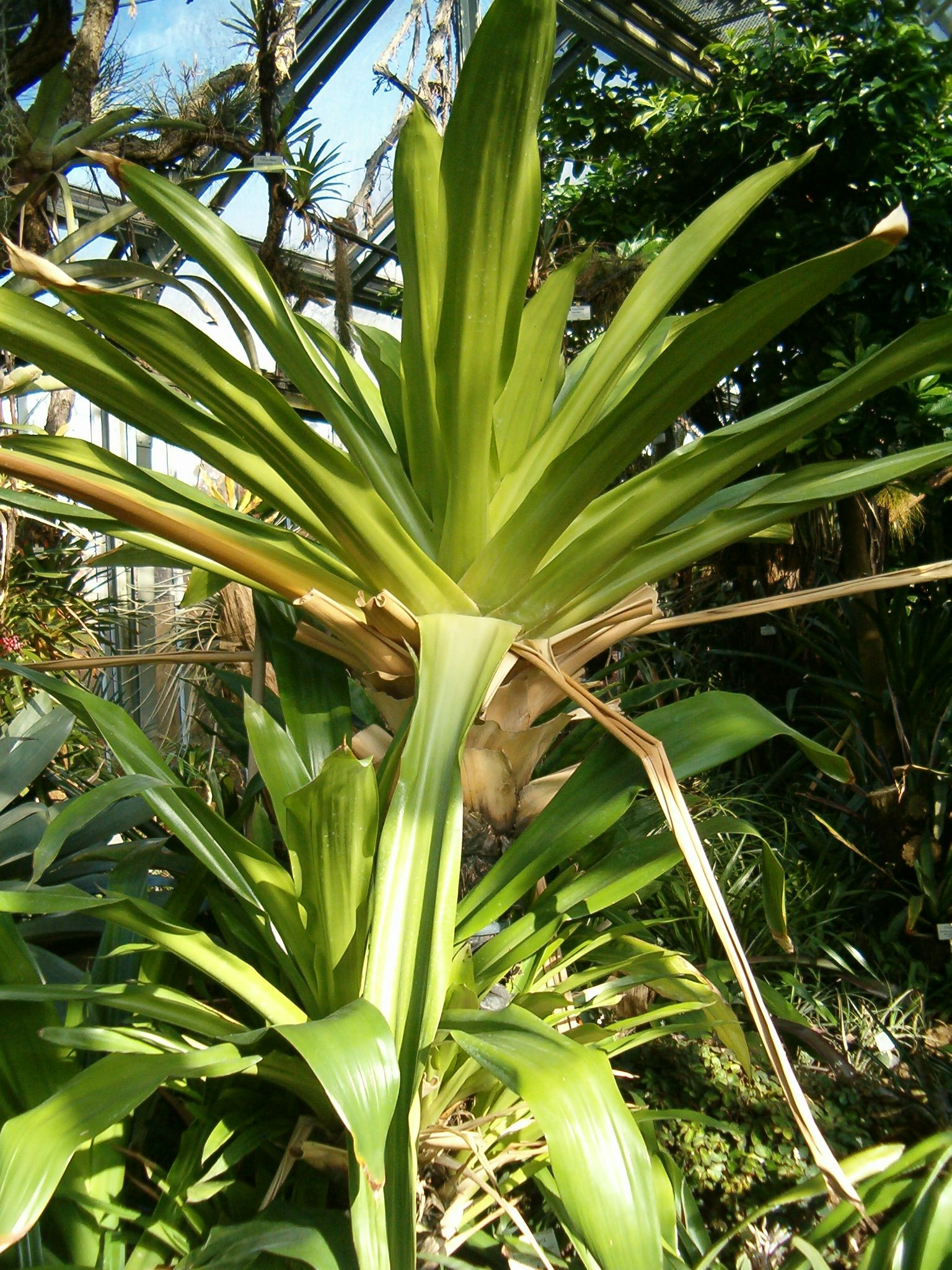
Brocchinia micrantha

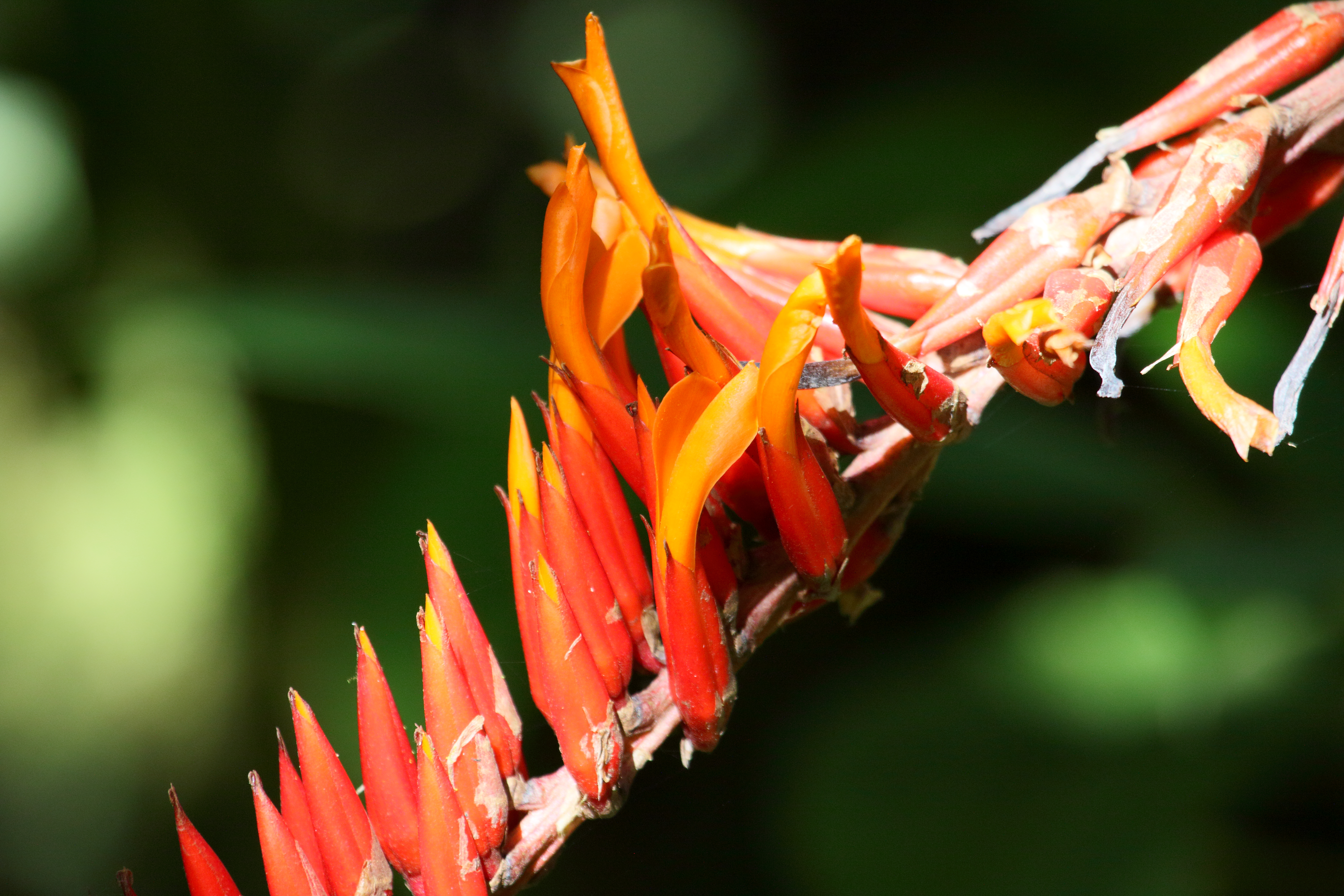
Pitcairnia brittoniana

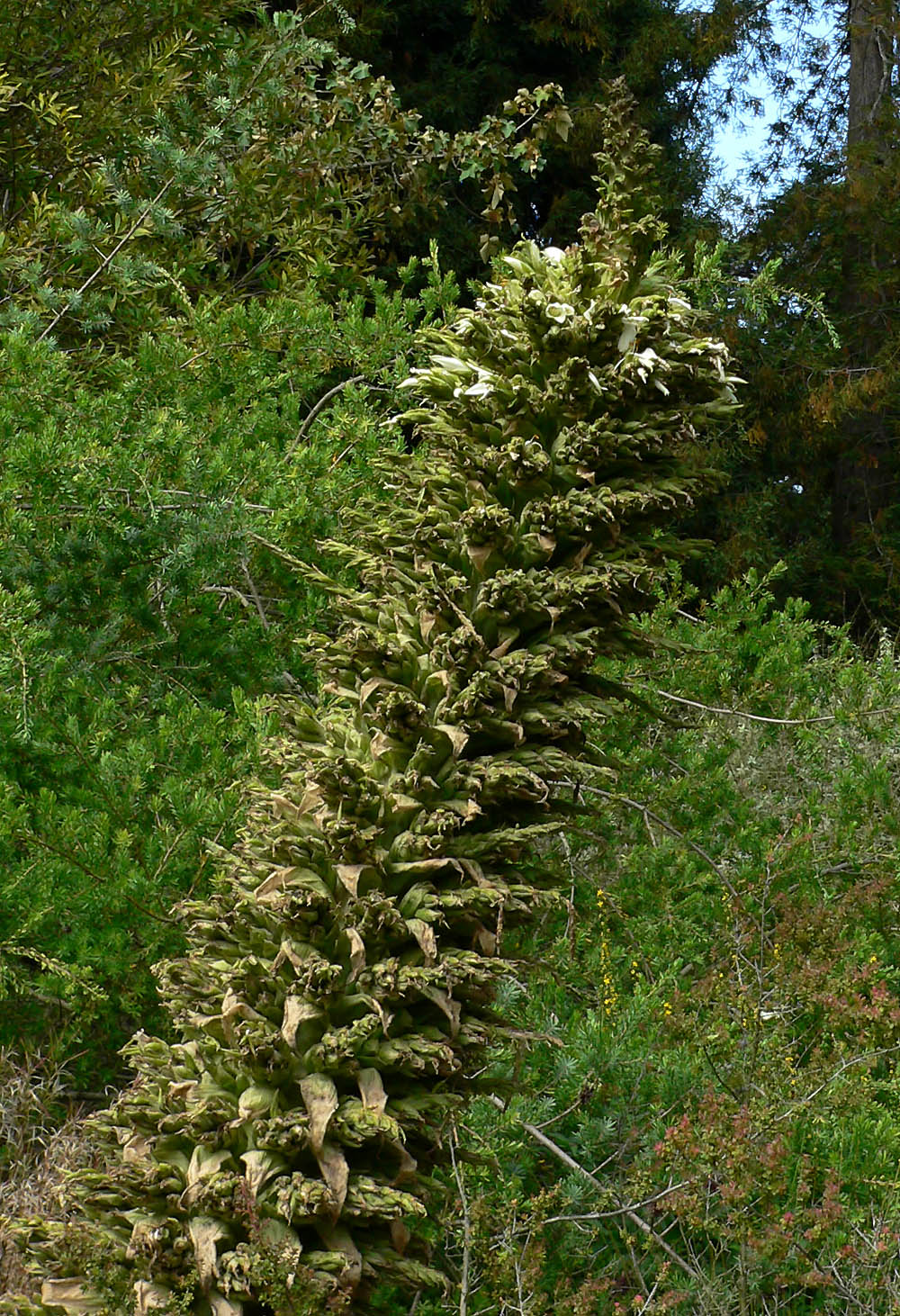
Puya raimondii

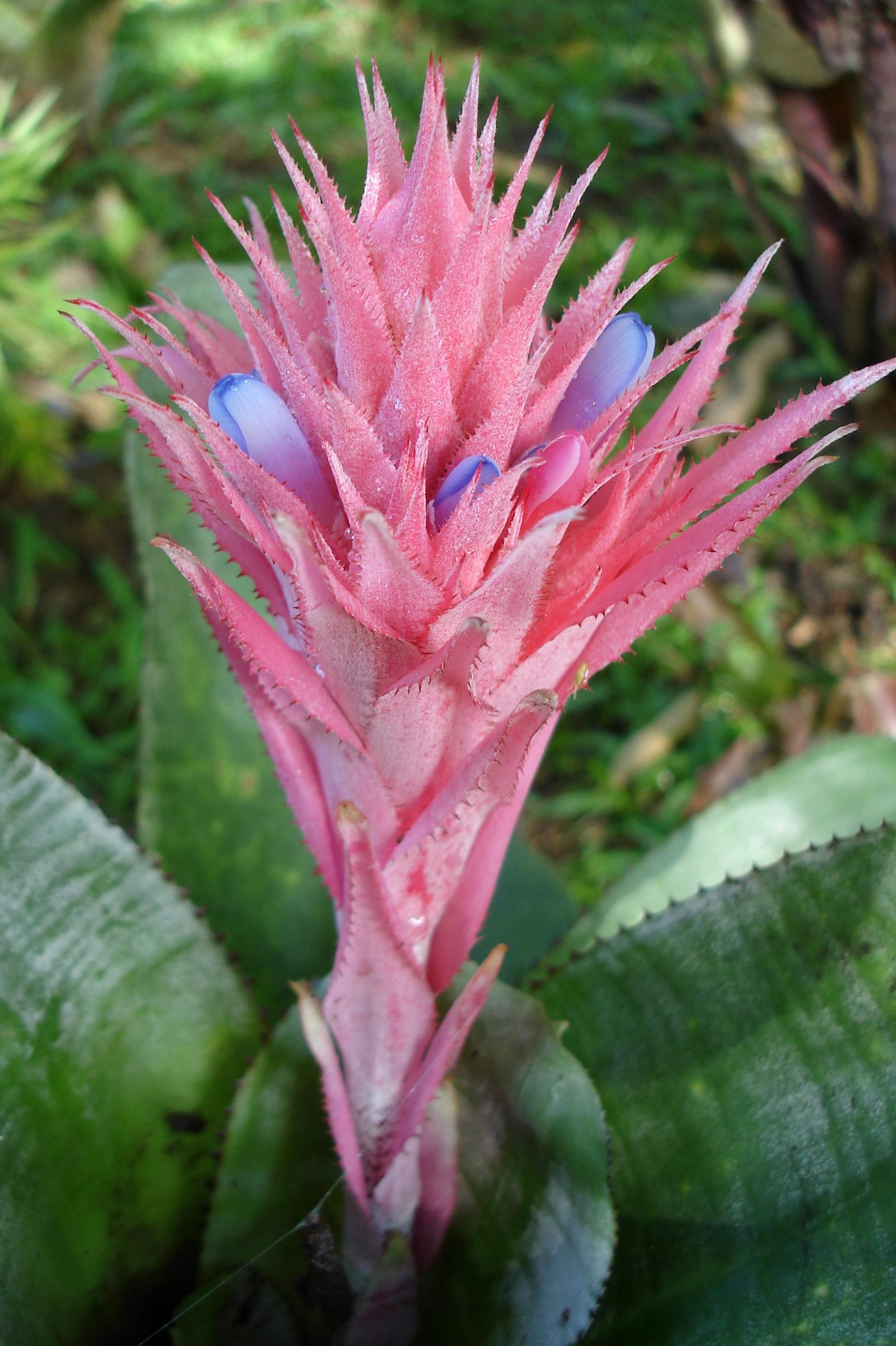
Aechmea fasciata

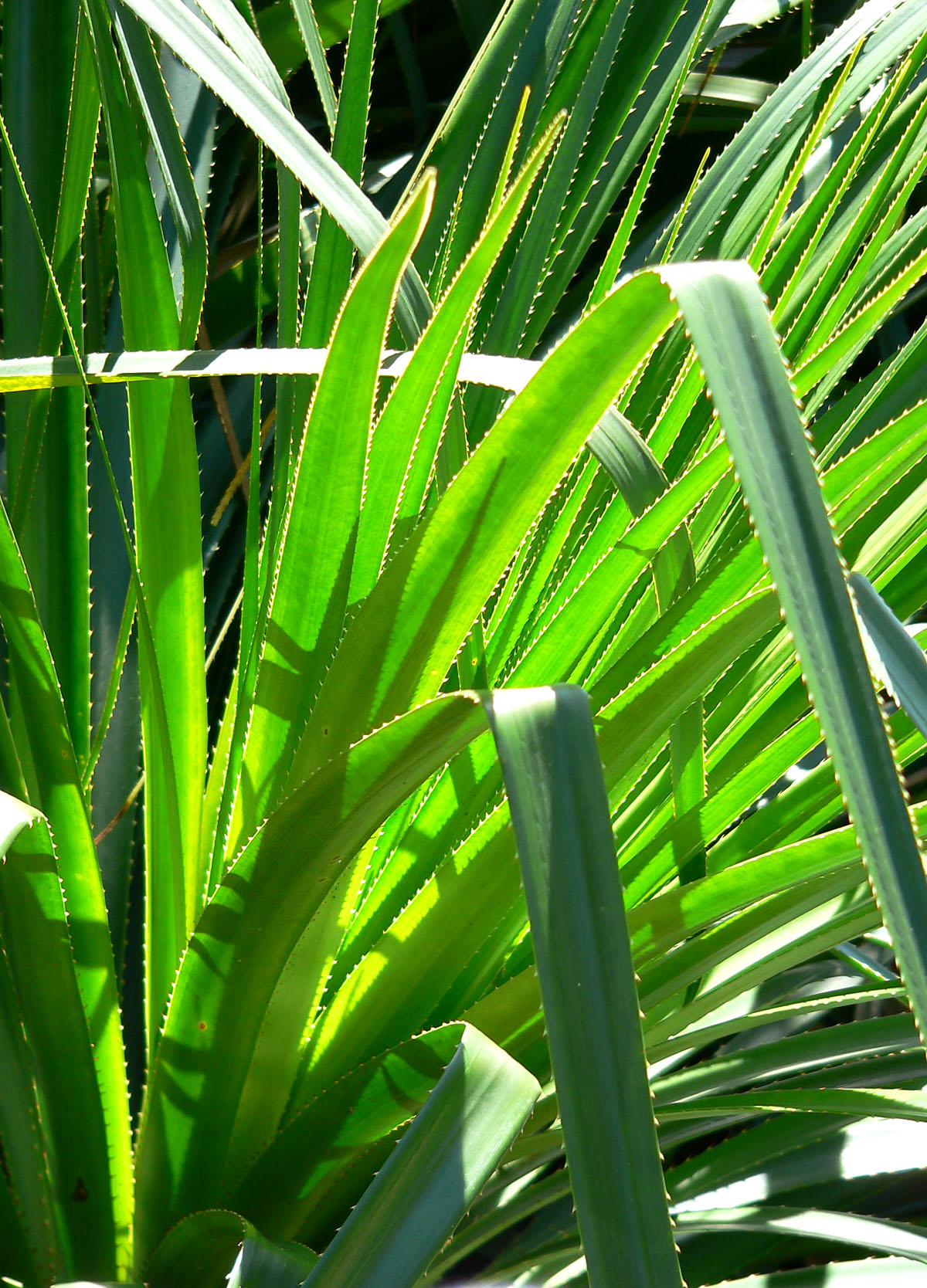
Greigia sphacelata

  - Encholirium Mart. ex Schult. f. (36 spp.)
  - Fosterella L. B. Sm. (34 spp.)
  - Pitcairnia L'Her. (407 spp.)

- Sottofamiglia Puyoideae
  - Puya Molina (229 spp.)

- Sottofamiglia Tillandsioideae
  - Alcantarea (É. Morren ex Mez) Harms (40 spp.)
  - Barfussia Manzan. & W. Till (3 spp.)
  - Catopsis Griseb. (21 spp.)
  - Cipuropsis Ule (12 spp.)
  - Glomeropitcairnia Mez (2 spp.)
  - Goudaea W. Till & Barfuss (2 spp.)
  - Gregbrownia W.Till & Barfuss (4 spp.)
  - Guzmania Ruiz & Pav. (208 spp.)
  - Jagrantia Barfuss & W. Till (1 sp.)
  - Lemeltonia Barfuss & W. Till (7 spp.)
  - Lutheria Barfuss & W. Till (4 spp.)
  - Pseudalcantarea (C. Presl) Pinzón & Barfuss (3 spp.)
  - Racinaea M.A.Spencer & L.B.Sm. (80 spp.)
  - Stigmatodon Leme, G. K. Br. & Barfuss (19 spp.)
  - Tillandsia L. (638 spp.)
  - Vriesea Lindl. (256 spp.)
  - Wallisia (Regel) É. Morren (4 spp.)
  - Waltillia Leme, Barfuss & Halbritt. (1 sp.)
  - Werauhia J. R. Grant (93 spp.)
  - Zizkaea W.Till & Barfuss (1 sp.)

- Sottofamiglia Bromelioideae
  - Acanthostachys Link, Klotzsch & Otto (2 spp.)
  - Aechmea Ruiz & Pav. (250 spp.)
  - Ananas Mill. (2 spp.)
  - Androlepis Brongn. ex Houllet (3 spp.)
  - Araeococcus Brongn. (4 spp.)
  - Billbergia Thunb. (62 spp.)
  - Bromelia L. (70 spp.)
  - Canistropsis (Mez) Leme (10 spp.)
  - Canistrum É. Morren (14 spp.)
  - Cryptanthus Otto & A. Dietr. (55 spp.)
  - Deinacanthon Mez (1 sp.)
  - Disteganthus Lem. (4 spp.)
  - Edmundoa Leme (3 spp.)
  - Eduandrea Leme, W. Till, G. K. Br., J. R. Grant & Govaerts (1 sp.)
  - Fascicularia Mez (1 sp.)
  - Fernseea Baker (2 spp.)
  - Forzzaea Leme, S. Heller & Zizka (7 spp.)
  - Greigia Regel (35 spp.)
  - Hohenbergia Schult. f. (49 spp.)
  - Hohenbergiopsis L. B. Sm. & Read (1 sp.)
  - Hoplocryptanthus (Mez) Leme, S. Heller & Zizka (9 spp.)
  - Karawata J. R. Maciel & G. M. Sousa (7 spp.)
  - Lapanthus Louzada & Versieux (2 spp.)
  - Lymania Read (9 spp.)
  - Neoglaziovia Mez (3 spp.)
  - Neoregelia L. B. Sm. (125 spp.)
  - Nidularium Lem. (46 spp.)
  - Ochagavía Phil. (4 spp.)
  - Orthophytum Beer (67 spp.)
  - Portea Brongn. ex K. Koch (8 spp.)
  - Pseudaraeococcus (Mez) R. A. Pontes & Versieux (6 spp.)
  - Quesnelia Gaudich. (23 spp.)
  - Rokautskyia Leme, S. Heller & Zizka (14 spp.)
  - Ronnbergia É. Morren & André (20 spp.)
  - Sincoraea Ule (11 spp.)
  - Wittmackia Mez (44 spp.)
  - Wittrockia Lindm. (5 spp.)

Sono inoltre noti i seguenti ibridi intergenerici:
- × Guzlandsia Gouda (Guzmania × Tillandsia - 1 sp.)
- × Hohenmea B. R. Silva & L. F. Sousa (Hohenbergia × Aechmea - 1 sp.)
- × Niduregelia Leme (Nidularium × Neoregelia - 3 sp.)